# SpongeBob's Big Birthday Blowout
SpongeBob's Big Birthday Blowout (titulado en español como: "La Gran Fiesta de Cumpleaños de Bob Esponja") es un especial de comedia absurda que combina animación e imagen real hecho para televisión de 2019 basado en la serie animada estadounidense Bob Esponja. Este especial es considerado la tercera película para televisión de la serie. Fue escrito por Kaz y Mr. Lawrence y dirigido por Sherm Cohen, Dave Cunningham y Adam Paloian. Además, Brian Morante y Fred Osmond se desempeñaron como directores de Storyboard, y Michelle Bryan, Alan Smart y Tom Yasumi se desempeñaron como directores de animación. El especial, producido como parte de la duodécima temporada del programa, se emitió originalmente en Nickelodeon en los Estados Unidos el 12 de julio de 2019, celebrando el vigésimo aniversario de la serie.
La serie sigue las aventuras del personaje principal (con la voz en inglés de Tom Kenny) en la ciudad submarina de Fondo de Bikini. En el especial, los ciudadanos de Fondo de Bikini planean una fiesta sorpresa de cumpleaños para Bob Esponja, mientras él y Patricio (con la voz en inglés de Bill Fagerbakke) recorren el mundo de la superficie y se encuentran con su yo real. Las escenas de acción en vivo del especial también cuentan con varias estrellas invitadas, incluidas Kel Mitchell, Jack Griffo, Daniella Perkins, David Hasselhoff, además de las felicitaciones de Sigourney Weaver, Rob Gronkowski, JoJo Siwa, RuPaul, Gilbert Gottfried y otros durante los créditos finales. El episodio está dedicado a la memoria del creador de Bob Esponja, Stephen Hillenburg, quien murió por complicaciones de la ELA en 2018.

## Sinopsis
Patricio y Bob Esponja viajan al mundo de la superficie, donde se encuentran con algunos personajes familiares durante la hora del almuerzo en el restaurante The Trusty Slab; los residentes de Fondo de Bikini organizan una fiesta sorpresa para Bob Esponja.

## Trama
En Encino, California, Patchy el Pirata está intentando arrancar su bote para llegar a Fondo de Bikini y darle a Bob Esponja su regalo de cumpleaños. Potty el Loro señala que el barco no tiene combustible, por lo que Parche decide caminar hacia su destino. En Fondo de Bikini, Gary despierta a Bob Esponja y le regala una red especial para medusas. Mientras tanto, en la roca de Patricio, Arenita ha reunido a Patricio, a Mr. Krabs, a la Sra. Puff, a Plankton, a Róbalo Burbuja y a un anciano para repasar los planes para la fiesta sorpresa de cumpleaños de Bob Esponja. Patricio tiene la tarea de llevar a Bob Esponja en un recorrido turístico mientras que el resto decora la casa de Bob Esponja para su fiesta. Patricio camina hacia la casa de Bob Esponja mientras Plankton se esconde en su bolsillo para poder agarrar las llaves de Bob Esponja. El autobús de estilo acuario para el recorrido llega a tiempo y tanto Bob Esponja como Patricio suben a bordo.
El guía turístico del autobús, Rube, anuncia que visitarán la superficie terrestre. Llegan a tierra con un poco de ayuda del submarino del narrador francés. Cuando llegan a la playa, el guía turístico brinda información incorrecta sobre las criaturas que habitan el área. Pronto vienen a una fiesta patrocinada por frijoles organizada por una mascota salvaje (Kel Mitchell).
En la casa de Bob Esponja, los demás, ahora acompañados por Calamardo, discuten sobre el tema de la fiesta. Arenita, el pacificador, decide que cada uno debe dividir la casa en cada uno de sus temas separados, Don Cangrejo con una fiesta temática del Krusty Krab, la Sra. Puff con un tema de la escuela de navegación, Plankton con un tema de tortura, Róbalo Burbuja con un tema de SirenoMan/TritónMan, Calamardo con un tema basado en él y Arenita con un tema de karate. La fiesta está en pleno apogeo, pero el caos pronto se acerca y comienza a destrozar la casa de Bob Esponja. De vuelta a la superficie, el recorrido hace paradas en un parque y un edificio de oficinas. Los empleados de la oficina se van a almorzar y llevan a los turistas al restaurante El Carnoso Confianzudo (The Trusty Slab en la versión original).
Dentro del restaurante, los turistas se encuentran con sus homólogos humanos, incluido un cliente indeciso (interpretado por el actor de voz en inglés de Patricio Bill Fagerbakke), el cajero gruñón el Sr. Manardo (interpretado por el actor de voz original de Calamardo, Rodger Bumpass), el jefe tacaño, Mr. Slabs (interpretado por el actor de voz original de Mr. Krabs, Clancy Brown), una astronauta impaciente (interpretada por la actriz de voz en inglés de Arenita Carolyn Lawrence) y el enérgico cocinero, JimBob (interpretado por el actor de voz original de Bob Esponja Tom Kenny). JimBob confunde a Bob Esponja con una rebanada de queso para su CarneBurguer y lo pone en una hamburguesa. Patricio lo rescata, dejando a la CarneBurguer sin queso ni carne. Poco después, el restaurante es asaltado por un competidor comercial llamado Charleston (interpretado por el actor de voz original de Plankton,  Mr. Lawrence). Don Carnoso lo frustra y lo envía volando hacia el contenedor de basura. Los turistas se van y encuentran una tienda de mascotas donde venden peces. Una mujer alegre (interpretada por la actriz de voz original de Perlita, Lori Alan) confunde el autobús con un acuario y lo lleva adentro, donde lo pone en el estante.
Las cosas parecen ser sombrías, pero a Patricio se le ocurre la idea de empujar el autobús hacia un lado. Escapan de la tienda y se llevan algunos de los peces de la tienda. Cuando regresan a la playa, el autobús accidentalmente pasa sobre el pie de Hasselhoff. Hasselhoff culpa a Parche, que usa el cañón de frijoles patrocinado por el concurso de frijoles para llegar al Atolón Bikini. Una vez que llegan al océano, liberan a los peces del acuario y regresan a Fondo de Bikini. Al salir del autobús, Bob Esponja le pide a Rube la canción de cumpleaños que le pidió durante el especial. Antes de que puedan cantar, Rube se inclina hacia adelante y accidentalmente golpea el pedal, y el autobús se aleja. Patricio abre la puerta de la casa de Bob Esponja para ver que la casa es un desastre, pero él es ajeno a esto. Bob Esponja finalmente llega a su fiesta sorpresa para encontrar a todos profundamente dormidos. Justo entonces, una caja gigante cae del cielo. Bob Esponja lo abre y encuentra la cabeza incorpórea de Patchy. Cuando finaliza el episodio, Parche lidera el elenco en una versión temática de cumpleaños de la canción principal del programa, seguida de un montaje de celebridades que desean un feliz cumpleaños a Bob Esponja. Patricio luego le pregunta a Bob Esponja cuántos años tiene, pero los cortes especiales se vuelven estáticos antes de que Bob Esponja pueda decir su edad, el especial termina con él tocando su nariz como una flauta (con la misma animación usada en la intro de la serie), y un mensaje de agradecimiento a Stephen Hillenburg.

## Reparto
| Personaje                     | Actor original ( Estados Unidos) | Doblaje español Hispanoamérica |
| ----------------------------- | -------------------------------- | ------------------------------ |
| Bob Esponja                   | Tom Kenny                        | Luis Carreño                   |
| Jimbob                        | Tom Kenny                        | Luis Carreño                   |
| Gary                          | Tom Kenny                        | Lileana Chacón                 |
| Parche el Pirata              | Tom Kenny                        | Juan Guzmán                    |
| Narrador Francés              | Tom Kenny                        | Juan Guzmán                    |
| Viejo Walker                  | Tom Kenny                        | Armando Da Silva               |
| Harold Pantalones Cuadrados   | Tom Kenny                        | Kevin Adrián                   |
| Patrcio Estrella              | Bill Fagerbakke                  | Alfonso Soto                   |
| Él mismo                      | Bill Fagerbakke                  | Alfonso Soto                   |
| Calamardo Tentáculos          | Rodger Bumpass                   | Renzo Jiménez                  |
| Sr. Manardo                   | Rodger Bumpass                   | Renzo Jiménez                  |
| Eugene H. Cangrejo            | Clancy Brown                     | Luis Peréz Pons                |
| Don Carnoso                   | Clancy Brown                     | Luis Peréz Pons                |
| Arenita Mejillas              | Carolyn Lawrence                 | Lileana Chacón                 |
| Ella misma                    | Carolyn Lawrence                 | Lileana Chacón                 |
| Plankton                      | Doug Lawrence                    | Ángel Mujica                   |
| Charleston                    | Doug Lawrence                    | Ángel Mujica                   |
| Potty                         | Doug Lawrence                    | Armando Da Silva               |
| Larry la Langosta             | Doug Lawrence                    | Jesús Hernández                |
| Rude                          | Doug Lawrence                    | Kevin Adrián                   |
| Fred                          | Doug Lawrence                    | Kevin Adrián                   |
| Karen Plankton                | Jill Talley                      | Sixnalie Villalba              |
| Ella misma                    | Jill Talley                      | Sixnalie Villalba              |
| Señora Puff                   | Mary Jo Catlett                  | Catherine J. Reyes             |
| Perlita Cangrejo              | Lori Alan                        | Mariangny Álvarez              |
| Dueña de la tienda de peceras | Lori Alan                        | Mariangny Álvarez              |
| Bubble Bass                   | Dee Bradley Baker                | David Silva                    |
| David Hasselhoff              | David Hasselhoff                 | Kevin Genova                   |
| Jack Griffo                   | Jack Griffo                      | Dalí González                  |
| Frijol McHabichuela           | Kel Mitchell                     | Víctor Ugarte                  |
| Él mismo                      | Kel Mitchell                     | Víctor Ugarte                  |
| Thomas F. Wilson              | Thomas F. Wilson                 | José Manuel Dos Santos         |
| JoJo Siwa                     | JoJo Siwa                        | Susana Moreno                  |
| Gilbert Gottfried             | Gilbert Gottfried                | Kevin García                   |
| RuPaul                        | RuPaul                           | Roger López                    |

## Recepción
El especial se estrenó el 12 de julio de 2019 en Estados Unidos a través de Nickelodeon y Nicktoons. Fue visto colectivamente por 12,2 millones de personas en los Estados Unidos. La fecha de estreno del especial es notable por tener lugar cinco días antes del vigésimo aniversario del estreno oficial de la serie, que tuvo lugar el 17 de julio de 1999.
Se emitió en otros territorios, como Hispanoamérica y España, el 13 de julio de 2019.
La crítica le dio una reseña positiva de 91/100 reseñas, sobresaliendo la creatividad del episodio en general y su animación fluida y nítida.